# Gastrocoptinae
Die Gastrocoptinae (syn.: Gastrocoptidae) sind eine Unterfamilie der Schnecken aus der Unterordnung der Landlungenschnecken (Stylommatophora).

## Merkmale
Die Gehäuse sind klein bis sehr klein. Sie messen nur wenige Millimeter. Die Form variiert von oval, zylindrisch-oval bis konisch-oval. Die Schale ist durchsichtig und farblos im frischen Zustand. Sie wird jedoch rasch dunkler nach dem Absterben des Tieres. Die wenigen Windungen (meist um 6 Windungen) sind konvex gewölbt, der Apex tritt nicht besonders in Erscheinung. Die embryonalen Windungen sind glatt, die späteren Windungen skulptiert. Die Mündung ist gerundet, oft sogar „frei“, d. h. etwas von der letzten Windung abgehoben. Meist ist sie stark bewehrt mit angularen und parietalen Lamellen, die oft zu einer Lamelle zusammengewachsen sind. Columellare Lamellen und palatale Plicae sind meist ebenfalls ausgebildet. Die Mündungsrand ist umgeschlagen und stark erweitert. Im zwittrigen Genitalapparat sind Penis und Epiphallus vorhanden. Der Penis-Appendix fehlt aber. Der unverzweigte Penisretraktor setzt nahe dem oberen Ende des Penis an. Die Vagina ist relativ kurz, dagegen ist der Stiel der Spermathek relativ lang.

## Geographische Verbreitung, Vorkommen und Lebensweise
Die Arten der Unterfamilie leben vom Kaukasus über den südlichen Ural bis nach Ost- und Südasien, Australien, einigen Inseln des Pazifischen und Indischen Ozeans, Nordamerika und auf den Kapverdischen Inseln. Fossil sind sie auch aus Mitteleuropa nachgewiesen.

## Systematik
Das Taxon wird von Bouchet & Rocroi (2005) als Unterfamilie in die Vertiginidae innerhalb der Überfamilie Pupilloidea eingestuft. Dagegen behandelt sie Schileyko (1998) als eigenständige Familie innerhalb einer Überfamilie Vertiginoidea. Er verteilt die folgenden Gattungen allerdings auf zwei Familien, Gastrocoptidae und Hypselostomatidae Zilch, 1959, die von Bouchet & Rocroi (2005) als Synonyme behandelt werden. Beata Pokryszko et al. (2009) stellen die Unterfamilie Gastrocoptinae in die Familie der Kornschnecken (Chondrinidae).
- Unterfamilie Gastrocoptinae Pilsbry, 1918
  - Gattung Cavipupa Pilsbry, 1834
  - Gattung Chaenaxis Pilsbry & Ferriss, 1906
  - Gattung Gastrocopta Wollaston, 1878 (mit den Untergattungen Gastrocopta (Gastrocopta) Wollaston, 1878, Gastrocopta (Australbinula) Pilsbry, 1916, Gastrocopta (Immersidens) Pilsbry & Vanatta, 1900, Gastrocopta (Albinula) Sterki, 1892, Gastrocopta (Geminidens) Pilsbry, 1930, Gastrocopta (Sinalbinula) Pilsbry, 1916, Gastrocopta (Staurotrema) Pilsbry, 1948, Gastrocopta (Vertigopsis) Sterki, 1893 und Gastrocopta (Privatula) Sterki, 1893)
  - Gattung Gibbulina Beck, 1837
  - Gattung Ptychopatula Boettger, 1889
  - Gattung Pumilicopta Solem, 1988
  - Gattung Ulpia Hylton Scott, 1955

## Belege